# Puck Brouwer
Bertha (Puck) van Duyne-Brouwer (Leidschendam, 29 oktober 1930 - Oostvoorne, 6 oktober 2006) was een Nederlandse atlete. Ze werd tweemaal geselecteerd voor de Olympische Spelen, waarop ze in werkelijkheid eenmaal uitkwam, met een zilveren medaille als resultaat. Zilver was ook tweemaal haar score bij haar deelname aan twee opeenvolgende Europese kampioenschappen. Op nationaal niveau veroverde zij daarnaast tussen 1953 en 1956 in totaal zeven nationale titels, terwijl zij tweemaal betrokken was bij de vestiging van nationale records.

## Biografie

### Zilver op EK ...
Brouwer, die lid was van het Haagse Celebes, behaalde haar eerste aansprekende internationale resultaat in 1950. Met de 4 × 100 m estafetteploeg werd zij tweede tijdens het Europese kampioenschappen in Brussel. De ploeg, die verder bestond uit Fanny Blankers-Koen, Xenia Stad-de Jong en Gré de Jongh, evenaarde hierbij met 47,4 het Nederlandse record van het gouden olympische team uit 1948. Puck Brouwer zou in de jaren erna nog tweemaal betrokken zijn bij een verdere verbetering van dit record.

### ... zilver op OS ...
Bij de Olympische Spelen van Helsinki in 1952 won Brouwer de zilveren medaille op de 200 m na de Australische Marjorie Jackson en voor de Russin Nadeshda Sjnykina. Jaren later vertelde zij aan presentator Koos Postema dat zij tijdens de race dacht in de verkeerde baan te lopen. Onderweg had ze zelfs nog om zich heen gekeken en de banen geteld om te zien, of ze wel goed liep. Had ze dit niet gedaan, dan had zij volgens Postema goud gewonnen.
Overigens was de 200 m niet het enige nummer waaraan Puck Brouwer in Helsinki deelnam. Zij kwam ook in actie op de 4 × 100 m estafette, waarop zij in de series samen met Nel Büch, Wil Lust en Gré de Jongh naar een tweede plaats en een tijd van 47,1 snelde, een verbetering van 0,3 seconde van het onder andere op haar eigen naam staande record uit 1950. In de finale eindigde het Nederlandse team in 47,8 op de zesde plaats.

### ... en opnieuw zilver op EK
Twee jaar later won Puck van Duyne-Brouwer zilver op de 100 m tijdens de Europese kampioenschappen in Bern. Na zowel haar serie als halve finale steeds in 11,9 s te zijn geëindigd, kwam zij ook in de finale achter de Russische Irina Turowa (goud in 11,8 s) tot die tijd, die zij overigens met de Britse Anne Pashley moest delen (brons in 11,9 s). De Nederlandse ging vervolgens ook op de 200 m van start. Na haar serie te hebben gewonnen, moest zij zich echter vanwege een opspelende blessure voor de halve finale terugtrekken.  

### Spelen 1956 geboycot
In 1956 was zij al met de Nederlandse atletiekploeg in Melbourne, maar toen Nederland besloot de Spelen te boycotten wegens de Russische inval in Hongarije, moest ze zonder in actie te zijn gekomen naar huis terugkeren. In een interview zei zij hierover: "Politiek was doorgedrongen tot de Spelen om er nooit meer uit te verdwijnen. Ik ben er van dichtbij getuige van geweest. Ik ben er heel kwaad om. Niet eens zozeer omdat ik vier jaar lang voor niets getraind had, want daar had tenslotte iedereen last van, maar het richt zo weinig uit. Er wordt nauwelijks iets mee bereikt. Ik had kansen op een medaille, maar ik heb niet echt het gevoel dat die mij is afgenomen. Het gaat mij meer om het resultaat van zo’n boycot. Bovendien deed Hongarije zelf wel mee. Daarom vond ik het een onbevredigende situatie".
Hoezeer ze dat jaar in topvorm was, bewees ze door op de 100 m het nationale record van 11,5 s van Fanny Blankers-Koen, gelopen in het Olympische jaar 1948, te evenaren. Ook bracht zij in dat jaar samen met Hannie Bloemhof, Hilde Veth en Ria van Kuik op de 4 × 100 m estafette een nieuwe Nederlandse toptijd van 46,8 op de klokken. Dit record hield stand tot 1958.

### Titels
Puck van Duyne-Brouwer werd tijdens haar atletiekloopbaan viermaal Nederlands kampioene op de 100 m en driemaal op de 200 m.

## Trivia
De gemeente Amsterdam eerde Puck van Duyne-Brouwer in 2020 met de vernoeming van een brug: Puck van Duyne-Brouwerbrug.

## Nederlandse kampioenschappen
| Onderdeel | Jaar                   |
| --------- | ---------------------- |
| 100 m     | 1953, 1954, 1955, 1956 |
| 200 m     | 1953, 1954, 1955       |

## Persoonlijke records
| Onderdeel | Prestatie | Datum          | Plaats  |
| --------- | --------- | -------------- | ------- |
| 100 m     | 11,5 s    | 29 juli 1956   | Frechen |
| 200 m     | 24,0 s    | 9 oktober 1955 | Frechen |

## Palmares

### 100 m
- 1953:  NK - 12,7 s
- 1954:  NK - 12,3 s
- 1954:  EK - 11,9 s
- 1955:  NK - 12,2 s
- 1956:  NK - 12,1 s

### 200 m
- 1950: 5e EK - 25,0 s
- 1952:  OS - 24,2 s
- 1953:  NK - 26,2 s
- 1954:  NK - 25,0 s
- 1954: DNS in ½ fin. EK (in serie 1e in 24,9 s)
- 1955:  NK - 25,0 s

### 4 × 100 m estafette
- 1950:  EK - 47,4 s (NR)
- 1952: 6e OS - 47,8 s

## Onderscheidingen
- KNAU-beker - 1952
- Unie-erekruis in goud van de KNAU - 1964